# کوال کریک (کلرادو)
کوال کریک (به انگلیسی: Coal Creek) شهری در ایالت کلرادو کشور ایالات متحده آمریکا است که جمعیت آن در سرشماری سال ۲۰۱۰ میلادی، ۳۴۳ نفر بوده‌است.